# Ninety Six
Ninety Six is een plaats (town) in de Amerikaanse staat South Carolina, en valt bestuurlijk gezien onder Greenwood County.

## Demografie
Bij de volkstelling in 2000 werd het aantal inwoners vastgesteld op 1936.
In 2006 is het aantal inwoners door het United States Census Bureau geschat op 1922, een daling van 14 (-0,7%).

## Geografie
Volgens het United States Census Bureau beslaat de plaats een oppervlakte van
3,8 km², geheel bestaande uit land. Ninety Six ligt op ongeveer 154 m boven zeeniveau.

## Plaatsen in de nabije omgeving
De onderstaande figuur toont nabijgelegen plaatsen in een straal van 20 km rond Ninety Six.